# Drapeau de Chypre du Nord
Le drapeau de la république turque de Chypre du Nord est basé sur le drapeau de la Turquie, seul pays à reconnaître l'État. On retrouve ainsi l'étoile et croissant rouge, les symboles de la Turquie et des nations musulmanes. Le fond blanc, quant à lui, rappelle le drapeau de Chypre. Les deux bandes horizontales rouges représentent les deux États de Turquie et de Chypre.
Le drapeau a été adopté le 7 mars 1984 par la loi n°15/1984, après le vote de l'assemblée. L'article 5 dispose toutefois que « le drapeau de la Turquie continue d'être le drapeau national de la république turque de Chypre. »
L'article 3 déclare que « le drapeau peut flotter sur les établissements des Forces de Sécurité, des départements du gouvernement, sur les locaux des institutions publiques, sur les bâtiments de ses représentants à l'étranger ; il peut également être présent sur les véhicules aussi bien dans le pays qu'à l'extérieur si les personnes sont autorisées par le règlement à avoir un drapeau. »

## Drapeaux de la république turque de Chypre du Nord

Depuis 1984

## Articles  connexes
- Drapeau de la Turquie
- Armoiries de la république turque de Chypre du Nord
- İstiklâl Marşı